# Wellington Clayton Gonçalves dos Santos
Wellington Clayton Gonçalves dos Santos (* 2. Januar 1983 in São José do Rio Preto), auch bekannt als Branquinho, ist ein ehemaliger brasilianischer Fußballspieler.

## Karriere
2009 unterschrieb er einen Vertrag beim Zweitligisten Ceará SC. Danach spielte er bei EC Santo André. 2010 wechselte er zum Erstligisten Athletico Paranaense, bestritt 48 Erstligaspiele und schoss dabei fünf Tore. Von 2012 bis 2013 spielte er beim japanischen Cerezo Osaka und Montedio Yamagata. 2014 kehrte er nach Brasilien zurück und unterschrieb einen Vertrag bei EC Bahia. 2015 wechselte er zum Zweitligisten Oeste FC. Danach spielte er bei EC Santo André, CA Penapolense, CA Tubarão, Barretos EC und São José EC.